# مسالینا (فیلم ۱۹۶۰)
مسالینا (انگلیسی: Messalina) یک فیلم درام زندگی‌نامه‌ای ایتالیایی به کارگردانی ویتوریو کوتافاوی است که در ۱۲ مارس ۱۹۶۰ و با ۹۶ دقیقه زمان اجرا در ایتالیا منتشر شد. در سال ۱۹۶۲ با ۸۴ دقیقه زمان اجرا در ایالات متحده منتشر شد[۳].

## بازیگران
- بلیندا لی در نقش «مسالینا»
- مینو دورو در نقش «کلودیوس»
- سپیروس فوکاس
- کارلو جیستونی
- جانکارلو اسپراجا
- آرتورو دومینیچی
- ایدا گالی
- آرولدو تیری
- جولیانو جما
- ویتوریو کونجا
- پائولا پیتاگورا
- میمو پلی
- بنیتو استفانلی
- آلفیو کالتابیانو
- برونو شیپیونی
- جولیو دونینی
- آنی گوراسینی
- مارچلو جوردا
- ناندو آنجلینی
- کلاودیو اسکارکیلی